# جاده برنهام تورپ
جاده برنهام تورپ (انگلیسی: Burnhamthorpe Road) یک جاده شریانی اصلی در شهرهای تورنتو و میسیساگا، انتاریو است. از خیابان دونداس شروع می‌شود (که در ابتدا از آن زاویه قبل از اینکه به موازات آن حرکت کند)، در نزدیکی خیابان ایسلینگتون، به سمت غرب می‌رود و تبدیل به یک جاده روستایی در شهر اوک‌ویل می‌شود.

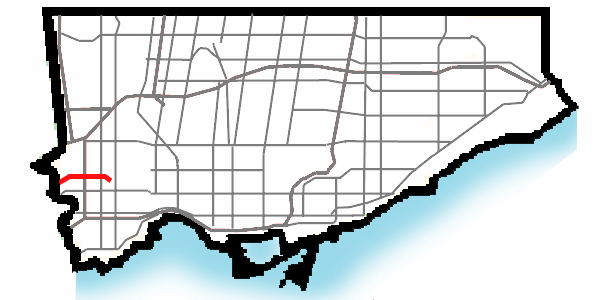
جاده برنهام تورپ در داخل تورنتو